# Гусаковка
Гусако́вка (каз. Гусаков) — село у складі Айиртауського району Північноказахстанської області Казахстану. Адміністративний центр Гусаковського сільського округу.
Населення — 619 осіб (2021; 812 у 2009, 1238 у 1999, 1160 у 1989).
Національний склад станом на 1989 рік:
- росіяни — 36 %
- німці — 27 %.